# Kladinoza
Kladinoza je heksozni dezoksi šećer koji je u nekoliko antibiotika (kao što je eritromicin) vezan za makrolidni prsten.
U ketolidima, relativno novoj klasi antibiotika, kladinoza je zamenjena keto grupom.

## Spoljašnje veze
- Cladinose на 
- Dijagrami